# 13489 Dmitrienko
13489 Dmitrienko este un asteroid din centura principală de asteroizi.

## Descriere
13489 Dmitrienko este un asteroid din centura principală de asteroizi. A fost descoperit pe 20 octombrie 1982 la Observatorul de Astrofizică din Crimeea de Liudmila Karacikina. Asteroidul prezintă o orbită caracterizată de o semiaxă mare de 3,01 ua, o excentricitate de 0,11 și o înclinație de 9,1° în raport cu ecliptica.